# Sigurd Nauckhoff
Sigurd Adolf Gustafsson Nauckhoff, född 14 september 1879 i Grängesberg, Grangärde församling, Kopparbergs län, död 8 december 1954, var en svensk civilingenjör och direktör. Han var son till Gösta Nauckhoff och Klara Sandström.

## Biografi
Nauckhoff utexaminerades år 1900 från Kungliga tekniska högskolans fackskola för kemisk teknologi, var anställd vid AB Expressdynamits sprängämnesfabrik i Grängesberg 1900-1906, förste ingenjör och fabrikföreståndare vid Nitroglycerinaktiebolagets fabrik vid Vinterviken 1906-1921 och från 1921 verkställande direktör för Nitroglycerin AB.
Nauckhoff tilldelades Polhemspriset 1904. Han blev 1919 ledamot av Ingenjörsvetenskapsakademien och 1939 av Vetenskapsakademien.